# Monochamus aberrans
Monochamus aberrans är en skalbaggsart som först beskrevs av Conrad Ritsema 1881.  Monochamus aberrans ingår i släktet Monochamus och familjen långhorningar. Inga underarter finns listade i Catalogue of Life.